# Terremoti in California

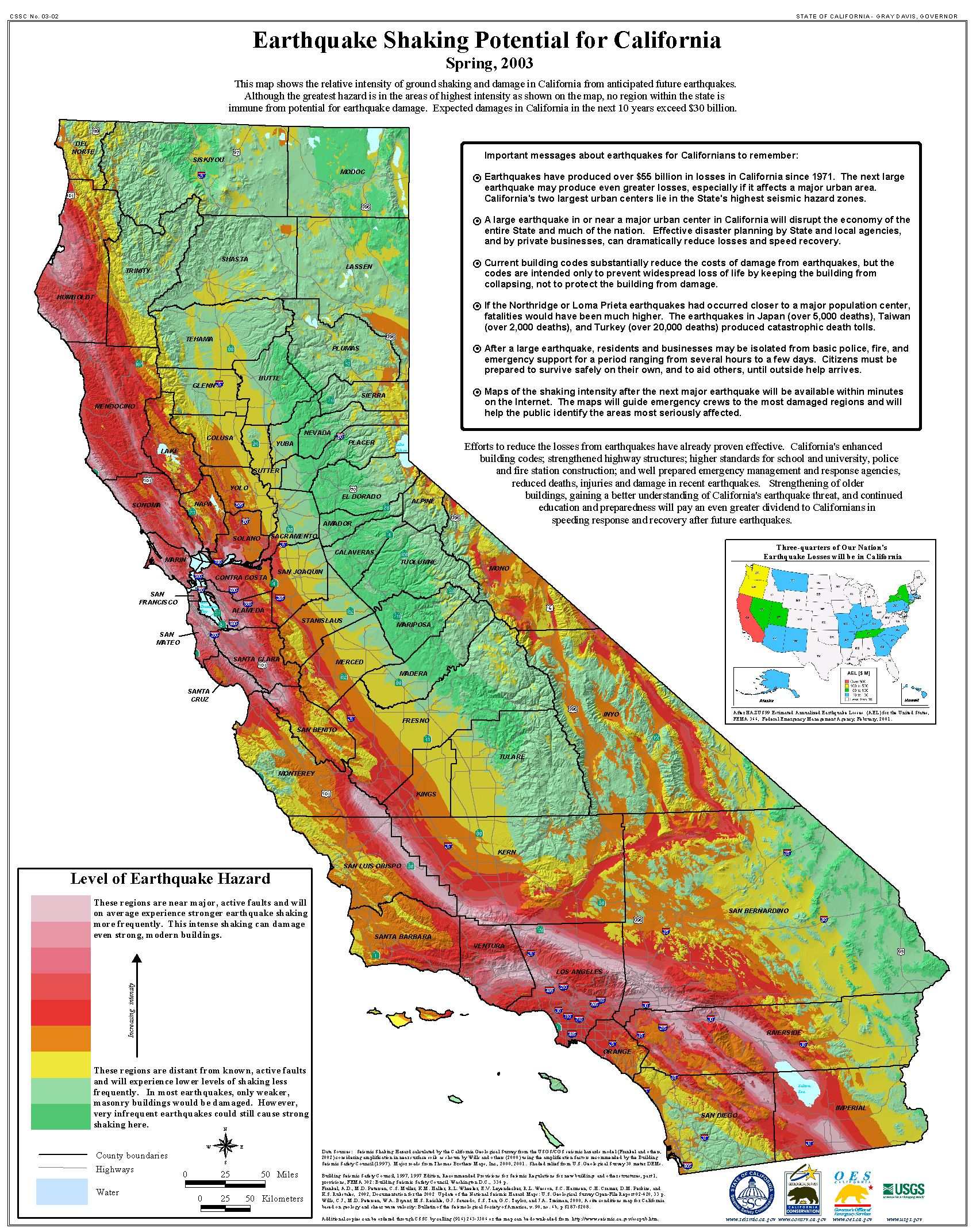
Mappa del rischio sismico.

I terremoti in California sono molto comuni poiché lo stato è localizzato al di sopra della faglia di Sant'Andrea, che attraversando la California segna il confine tra la placca tettonica del Pacifico e la placca nordamericana. Il complesso paesaggio della California è infatti attribuibile proprio alla rete di faglie che attraversano l'intero stato. Il primo terremoto ad essere registrato in California avvenne nel 1769 e fu avvertito durante la spedizione Portolá a 30 miglia a sud-est di Los Angeles.

## Introduzione
Lo stato della California è attraversato da numerose faglie attive capaci di generare sismi anche molto forti. La più attiva di queste faglie è la faglia di San Jacinto, nella California meridionale, che ha generato potenti sismi a intervalli regolari nel corso della sua storia recente, così come la tripla giunzione di Mendocino, localizzata al largo della California settentrionale. La California settentrionale è soggetta anche a sismi capaci di superare magnitudo 8,5, generati dalla zona di subduzione della Cascadia. La città di Parkfield, nella California centrale, è invece localizzata su una sezione della faglia di Sant'Andrea che produce terremoti con magnitudo 6 a intervalli di circa 20 o 30 anni, precisamente nel 1857, nel 1881, nel 1901, nel 1922, nel 1934, nel 1966 e nel 2004.
Il terremoto più forte mai registrato in California è quello di Fort Tejon del 1857, con una magnitudo stimata di 7,9, provocato dalla rottura della faglia di Sant'Andrea per 350 km tra Parkfield a Wrightwood. Il terremoto più distruttivo è ad oggi invece quello di San Francisco del 1906, con una magnitudo di 7,8, che provocò la morte di più di 3 000 persone anche a causa dei vasti incendi che si generarono in seguito e che distrussero l'80% della città. Più di recente i terremoti di Loma Prieta del 1989, nella San Francisco Bay Area, e di Northridge del 1994, nella Los Angeles Area, rispettivamente di magnitudo 6,9 e 6,7, hanno causato ingenti danni e diversi morti.

## Lista

### XIX secolo
| Data             | Epicentro                       | Magnitudo | MCS  | Morti | Feriti | Danni o altre informazioni      | Note   |
| ---------------- | ------------------------------- | --------- | ---- | ----- | ------ | ------------------------------- | ------ |
| 8 dicembre 1812  | Wrightwood, Inland Empire       | 6.9 ML    | VIII | 40    | -      | Moderati                        | [ 7 ]  |
| 21 dicembre 1812 | Ventura, Central Coast          | 7.1 MLa   | VIII | 1     | -      | Tsunami                         | [ 7 ]  |
| giugno 1836      | San Francisco Bay Area          | 7.0 MLa   | VIII | -     | -      | Minori                          | [ 7 ]  |
| 9 gennaio 1857   | Parkfield, California centrale  | 7.9 Mw    | IX   | 2     | -      | Gravi                           | [ 8 ]  |
| 8 ottobre 1865   | Santa Cruz Mountains            | 6.3 MLa   | VIII | -     | -      | $ 500.000                       | [ 9 ]  |
| 21 ottobre 1868  | Hayward, Bay Area               | 6.8 ML    | IX   | 30    | -      | $ 350.000                       | [ 9 ]  |
| 26 marzo 1872    | Lone Pine, California orientale | 7.4 Mw    | X    | 27    | 56     | $ 250.000                       | [ 10 ] |
| 23 febbraio 1892 | Calexico, Bassa California      | 7.1 Mw    | VIII | -     | -      | Moderati                        | [ 11 ] |
| 19 aprile 1892   | Vacaville, North Bay            | 6.4 MLa   | IX   | 1     | -      | $ 225.000-250.000               | [ 12 ] |
| 21 aprile 1892   | Winters, Central Valley         | 6.2 MLa   | IX   | -     | -      | Replica del sisma del 19 aprile | [ 12 ] |
| 30 marzo 1898    | North Bay                       | 6.2 MLa   | VIII | -     | -      | $ 350.000                       | [ 13 ] |
| 25 dicembre 1899 | Inland Empire                   | 6.7 Mw    | IX   | 6     | -      | $ 50.000                        | [ 14 ] |

### XX secolo
| Data             | Epicentro                              | Magnitudo | MCS  | Morti | Feriti    | Danni o altre informazioni        | Note   |
| ---------------- | -------------------------------------- | --------- | ---- | ----- | --------- | --------------------------------- | ------ |
| 18 aprile 1906   | San Francisco, Bay Area                | 7.8 Mw    | XI   | 3 000 | -         | Incendi e tsunami                 | [ 15 ] |
| 22 giugno 1915   | Imperial Valley                        | 5.5 Mw    | VIII | 6     | -         | $ 900.000                         | [ 16 ] |
| 22 giugno 1915   | Imperial Valley                        | 5.5 Mw    | VIII | -     | -         | Replica del precedente sisma      | [ 16 ] |
| 21 aprile 1918   | San Jacinto, Inland Empire             | 6.7 Mw    | IX   | 1     | Diversi   | $ 200.000                         | [ 17 ] |
| 21 giugno 1920   | Los Angeles Area                       | 4.9 ML    | VIII | -     | -         | $ 100.000                         | [ 18 ] |
| 22 gennaio 1923  | North Coast                            | 7.2 Ms    | VIII | -     | -         | Gravi                             | [ 19 ] |
| 29 giugno 1925   | Santa Barbara, Central Coast           | 6.8 Mw    | IX   | 13    | -         | $ 8.000.000                       | [ 20 ] |
| 4 novembre 1927  | Central Coast                          | 7.3 Mw    | VIII | -     | -         | Moderati                          | [ 21 ] |
| 6 giugno 1932    | Eureka, North Coast                    | 6.4 Mw    | VIII | 1     | 3         | Gravi                             | [ 22 ] |
| 10 marzo 1933    | Long Beach, South Coast                | 6.4 Mw    | VIII | 120   | -         | $ 40.000.000                      | [ 23 ] |
| 18 maggio 1940   | El Centro, Imperial Valley             | 6.9 Mw    | X    | 9     | 20        | $ 6.000.000                       | [ 24 ] |
| 30 giugno 1941   | Central Coast                          | 5.9 Mw    | VIII | -     | -         | $ 100.000                         | [ 25 ] |
| 4 dicembre 1948  | Desert Hot Springs                     | 6.3 ML    | VII  | -     | Diversi   | Minori                            | [ 26 ] |
| 21 luglio 1952   | Bakersfield, Central Valley            | 7.3 Mw    | XI   | 12    | Centinaia | $ 60.000.000                      | [ 27 ] |
| 22 agosto 1952   | Bakersfield, Central Valley            | 5.8 Mw    | VIII | 2     | Diversi   | $ 10.000.000                      | [ 28 ] |
| 21 dicembre 1954 | North Coast                            | 6.5 ML    | VII  | 1     | Diversi   | $ 2.100.000                       | [ 29 ] |
| 22 marzo 1957    | San Francisco, Bay Area                | 5.7 Mw    | VII  | 1     | 40        | $ 1.000.000                       | [ 30 ] |
| 8 aprile 1968    | Imperial Valley                        | 6.5 Mw    | VII  | -     | -         | Danni e frane                     | [ 31 ] |
| 1º ottobre 1969  | Santa Rosa, North Bay                  | 5.6 Mw    | VII  | 1     | -         | $ 8.350.000                       | [ 32 ] |
| 1º ottobre 1969  | Santa Rosa, North Bay                  | 5.7 Mw    | VIII | -     | -         | Replica del precedente sisma      | [ 32 ] |
| 9 febbraio 1971  | San Fernando, Los Angeles Area         | 6.7 Mw    | XI   | 65    | 2 000     | $ 553.000.000                     | [ 33 ] |
| 21 febbraio 1973 | South Coast                            | 5.7 Mb    | VII  | -     | -         | $ 1.000.000                       | [ 34 ] |
| 1º agosto 1975   | Contea di Butte                        | 5.8 ML    | VIII | -     | 10        | $ 3.000.000                       | [ 35 ] |
| 13 agosto 1978   | Central Coast                          | 5.8 Mw    | VII  | -     | 65        | $ 12.000.000                      | [ 36 ] |
| 6 agosto 1979    | Gilroy, South Bay                      | 5.7 Mw    | VII  | -     | 16        | $ 500.000                         | [ 37 ] |
| 15 novembre 1979 | El Centro, Imperial Valley             | 6.4 Mw    | IX   | -     | 91        | $ 30.000.000                      | [ 38 ] |
| 24 gennaio 1980  | San Francisco East Bay                 | 5.8 Mw    | VII  | -     | -         | $ 11.500.000                      | [ 39 ] |
| 26 gennaio 1980  | San Francisco East Bay                 | 5.4 Mw    | VII  | -     | -         | Replica del sisma del 24 gennaio  | [ 40 ] |
| 25 maggio 1980   | California orientale                   | 6.2 Mw    | VII  | -     | 9         | $ 1.500.000                       | [ 41 ] |
| 8 novembre 1980  | Eureka, North Coast                    | 7.3 Mw    | VII  | -     | 6         | $ 2.000.000-2.750.000             | [ 41 ] |
| 2 maggio 1983    | Coalinga, Central Valley               | 6.2 Mw    | VIII | -     | 94        | $ 10.000.000                      | [ 42 ] |
| 24 aprile 1984   | Morgan Hill, South Bay                 | 6.2 Mw    | VIII | -     | 27        | $ 7.500.000-8.000.000             | [ 43 ] |
| 8 luglio 1986    | Palm Springs, Inland Empire            | 6.0 Mw    | VII  | -     | 40        | $ 4.500.000-6.000.000             | [ 44 ] |
| 13 luglio 1986   | South Coast                            | 5.8 Mw    | VI   | -     | 1         | $ 700.000                         | [ 44 ] |
| 21 luglio 1986   | Bishop, California orientale           | 6.2 Mw    | VI   | -     | 2         | $ 2.700.000                       | [ 44 ] |
| 1º ottobre 1987  | Rosemead, Los Angeles Area             | 5.9 Mw    | VIII | 8     | 200       | $ 213.000.000-358.000.000         | [ 45 ] |
| 23 novembre 1987 | Imperial Valley                        | 6.1 Mw    | VI   | -     | -         | $ 3.000.000                       | [ 46 ] |
| 24 novembre 1987 | Imperial Valley                        | 6.5 Mw    | VII  | -     | -         | Replica del sisma del 23 novembre | [ 46 ] |
| 8 agosto 1989    | Santa Cruz, California settentrionale  | 5.4 ML    | VII  | 1     | -         | Moderati                          | [ 47 ] |
| 17 ottobre 1989  | Santa Cruz, California settentrionale  | 6.9 Mw    | IX   | 63    | 3 757     | $ 5.600.000-6.000.000             | [ 47 ] |
| 28 febbraio 1990 | Sierra Madre Los Angeles Area          | 5.5 Mw    | VII  | -     | 30        | $ 12.700.000                      | [ 48 ] |
| 28 giugno 1991   | Upland, Los Angeles Area               | 5.6 Mw    | VII  | 2     | 107       | $ 33.500.000-40.000.000           | [ 49 ] |
| 17 agosto 1991   | North Coast                            | 6.3 Mw    | VII  | -     | -         | Danni e frane                     | [ 50 ] |
| 22 aprile 1992   | Inland Empire                          | 6.2 Mw    | VII  | -     | 32        | Moderati                          | [ 51 ] |
| 25 aprile 1992   | Capo Mendocino, North Coast            | 7.2 Mw    | IX   | -     | 356       | $ 48.300.000-75.000.000           | [ 52 ] |
| 26 aprile 1992   | Capo Mendocino, North Coast            | 6.5 Mw    | VIII | -     | -         | Replica del sisma del 25 aprile   | [ 52 ] |
| 26 aprile 1992   | Capo Mendocino, North Coast            | 6.6 Mw    | VIII | -     | -         | Replica del sisma del 25 aprile   | [ 52 ] |
| 28 giugno 1992   | Landers, Inland Empire                 | 7.3 Mw    | IX   | 3     | 400       | $ 92.000.000                      | [ 53 ] |
| 28 giugno 1992   | Big Bear Lake, Inland Empire           | 6.5 Mw    | VIII | -     | Alcuni    | Replica del precedente sisma      | [ 54 ] |
| 17 gennaio 1994  | Reseda, Los Angeles                    | 6.7 Mw    | IX   | 60    | 8 700     | $ 13.000.000.000-40.000.000.000   | [ 55 ] |
| 26 dicembre 1994 | North Coast                            | 4.8 Ms    | VII  | -     | -         | $ 2.100.000                       | [ 56 ] |
| 16 ottobre 1999  | Twentynine Palms, California orientale | 7.1 Mw    | VIII | -     | 5         | Limitati                          | [ 57 ] |

### XXI secolo
| Data             | Epicentro                          | Magnitudo | MCS  | Morti | Feriti | Danni                       | Note   |
| ---------------- | ---------------------------------- | --------- | ---- | ----- | ------ | --------------------------- | ------ |
| 3 settembre 2000 | Yountville, North Bay              | 5.0 Mw    | VII  | -     | 41     | $ 10.000.000-50.000.000     | [ 58 ] |
| 22 dicembre 2003 | San Simeon, Central Coast          | 6.6 Mw    | VIII | 2     | 40     | $ 250.000.000-300.000.000   | [ 59 ] |
| 30 ottobre 2007  | San Jose, South Bay                | 5.6 Mw    | VI   | -     | -      | Minori                      | [ 60 ] |
| 29 luglio 2008   | Chino Hills, Los Angeles Area      | 5.5 Mw    | VI   | -     | 8      | Limitati                    | [ 61 ] |
| 9 gennaio 2010   | Eureka, North Coast                | 6.5 Mw    | VI   | -     | 35     | $ 21.800.000-43.000.000     | [ 62 ] |
| 4 aprile 2010    | Bassa California, Messico          | 7.2 Mw    | VII  | 4     | 233    | $ 1.150.000.000             | [ 63 ] |
| 28 marzo 2014    | Brea, Los Angeles Area             | 5.1 Mw    | VI   | -     | 1      | $ 10.800.000                | [ 64 ] |
| 24 agosto 2014   | Napa, North Bay                    | 6.0 Mw    | VIII | 1     | 200    | $ 362.000.000-1.000.000.000 | [ 65 ] |
| 4 luglio 2019    | Ridgecrest, California meridionale | 6.4 Mw    | VIII | 1     | 20     | Minori                      | [ 66 ] |
| 5 luglio 2019    | Ridgecrest, California meridionale | 7.1 Mw    | IX   | -     | 5      | $ 5.300.000.000             | [ 67 ] |
| 8 luglio 2021    | Coleville, Antelope Valley         | 6.0 Mw    | VII  | -     | -      | Minimi                      | [ 68 ] |
| 20 dicembre 2022 | Ferndale, North Coast              | 6.4 Mw    | VIII | 2     | 17     | Minori                      | [ 69 ] |